# Víctor Figueroa
Víctor Alberto Figueroa (San Isidro, 29 settembre 1983) è un calciatore argentino, attaccante del Chacarita Juniors.

## Caratteristiche tecniche
È una mezzapunta che può essere schierata anche ai lati di un tridente.

## Statistiche

### Presenze e reti nei club
Statistiche parziali aggiornate al 31 dicembre 2024.
| Stagione        | Squadra           | Campionato      | Campionato | Campionato | Coppe nazionali | Coppe nazionali | Coppe nazionali | Coppe continentali | Coppe continentali | Coppe continentali | Altre coppe | Altre coppe | Altre coppe | Totale | Totale |
| Stagione        | Squadra           | Comp            | Pres       | Reti       | Comp            | Pres            | Reti            | Comp               | Pres               | Reti               | Comp        | Pres        | Reti        | Pres   | Reti   |
| --------------- | ----------------- | --------------- | ---------- | ---------- | --------------- | --------------- | --------------- | ------------------ | ------------------ | ------------------ | ----------- | ----------- | ----------- | ------ | ------ |
| 2024            | Chacarita Juniors | PB              | 25         | 1          | CA              | 1               | 0               |                    | -                  | -                  |             | -           | -           | 26     | 1      |
| Totale carriera | Totale carriera   | Totale carriera | 25         | 1          |                 | 1               | 0               |                    | -                  | -                  |             | -           | -           | 26     | 1      |

## Palmarès
- Campionato argentino: 1

Newell's Old Boys: 2012-2013 (C)